# Esteban de Garibay
Esteban de Garibay y Zamalloa (Mondragón, Guipúzcoa; 9 de marzo de 1533-Madrid, 1599) fue un historiador y genealogista español. Antonio Elorza lo considera el creador del mito de la independencia primigenia de Guipúzcoa.

## Biografía
Estudió en la Universidad de Oñate y participó en la vida política local y guipuzcoana mientras redactaba Los Quarenta Libros del Compendio Historial (1556-1566), que serían publicados más tarde por Plantino, en Amberes, 1570-1572, lo que le dio un gran prestigio a costa de empeñarse e incluso sufrir embargo y cárcel (1577-78). Antes había viajado hasta Sevilla y fijado su residencia entre Toledo y Madrid, entrevistándose con Felipe II (1575). Simultáneamente comenzó Origen, discursos e ilustraciones de las dignidades seglares de estos reynos que publicó parcialmente en 1596.
Incluido en el entorno de los Idiáquez, guipuzcoanos bien relacionados en los Consejos, intentó recuperar la condición de reino para la Provincia de Guipúzcoa, lo que no consiguió al faltar el apoyo de las Juntas Generales. Fue nombrado cronista de Su Majestad en 1592. Publicó Letreros e insignias reales de todos los serenísimos Reyes de Oviedo, León y Castilla (1593). En 1594 cesó toda actividad como consecuencia de un ataque de apoplejía, aunque continuó intentando publicar las Ilustraciones Genealógicas de los Catholicos Reyes de las Españas, que es sólo una parte de sus investigaciones genealógicas (Grandezas de España, en la Real Academia de la Historia).
La mayoría de sus trabajos los realizó en castellano, pero en muchas ocasiones utilizó el euskera en sus obras, siendo muy conocidos, por ejemplo, los refranes que recopiló. Aparte de esto recogió abundantes canciones y cantos fúnebres (eresiak) acerca de las guerras de bandos como Milia Lasturkoren eresia.